# 2012 في نيجيريا
فيما يلي قوائم الأحداث التي وقعت خلال عام 2012 في نيجيريا.

## سياسة

### تعيين في المنصب
- 14 فبراير – هنري ديكسون Governor of Bayelsa State [الإنجليزية]‏.

### انتهاء فترة المنصب
- 1 يناير – هنري ديكسون عضو مجلس النواب النيجيرى ‏.

## رياضة
- 1 يناير – نيجيريا في الألعاب الأولمبية الصيفية 2012
- 1 يناير – نيجيريا في الألعاب البارالمبية الصيفية 2012

## وفيات

### مايو
- 4 مايو – رشيدي يقيني (مواليد 1963) لاعب كرة قدم نيجيري.[1]

### سبتمبر
- 3 سبتمبر – أولا فنسنت (مواليد 1925)[2]

### نوفمبر
- 21 نوفمبر – نيدو أونيوكو (مواليد 1983) لاعب كرة سلة نيجيري.